# Le Haut-Saint-Maurice
Le Haut-Saint-Maurice était une municipalité régionale de comté ayant existé au Québec entre janvier 1982 et le 26 mars 2003. Elle cessa d'exister alors que la majorité des entités municipales de son territoire se regroupent pour former la nouvelle ville de La Tuque le 26 mars 2003.

## Toponymie
Le toponyme de la municipalité régionale de comté provient de sa situation géographique en rapport à la rivière Saint-Maurice, en effet, en géographie physique, le mot Haute- fait référence à la partie la plus montagneuse ou élevée d'une région ou d'une ville. L'origine de la toponymie de l'ancienne municipalité de Haute-Mauricie est similaire.

## Géographie

### Entités territoriales
Lors de la dissolution de la municipalité régionale de comté au 26 mars 2003, elle regroupait les entités municipales suivantes:
| Nom                 | Statut                  |
| ------------------- | ----------------------- |
| Kiskissing          | Territoire non-organisé |
| La Bostonnais       | Municipalité            |
| La Croche           | Municipalité            |
| La Tuque            | Ville                   |
| Lac-Berlinguet      | Territoire non-organisé |
| Lac-Édouard         | Municipalité            |
| Lac-des-Moires      | Territoire non-organisé |
| Lac-Pellerin        | Territoire non-organisé |
| Lac-Tourlay         | Territoire non-organisé |
| Obedjiwan           | Territoire non-organisé |
| Parent              | Village                 |
| Petit-Lac-Wayagamac | Territoire non-organisé |
| Rivière-Windigo     | Territoire non-organisé |

## Histoire
Lors de sa création en 1982, la municipalité comptait une entité municipale en plus, la municipalité de Haute-Mauricie a été regroupée avec la ville de La Tuque le 25 août 1993.
Lorsque la municipalité régionale de comté a été dissoute le 26 mars 2003, la totalité des entités municipales se sont fusionnées pour créer la nouvelle ville de La Tuque.
À la suite des référendums municipaux de 2004, les municipalités de La Bostonnais et Lac-Édouard ont été reconstituées le 1er janvier 2006,, l'agglomération de La Tuque a été créée à ce moment.

## Démographie
| 1986   | 1991   | 1996   | 2001   |
| ------ | ------ | ------ | ------ |
| 14 812 | 14 439 | 13 973 | 13 154 |

## Administration
| Période | Période | Identité         | Étiquette               | Qualité |
| ------- | ------- | ---------------- | ----------------------- | ------- |
| 1982    | 1984    | Lucien Filion    | Maire de La Tuque       |         |
| 1984    | 1985    | Guy Veilleux     | Maire de Haute-Mauricie |         |
| 1985    | 1986    | Elzéar Lepage    | Maire de Langelier      |         |
| 1986    | 1989    | André Duchesneau | Maire de La Tuque       |         |
| 1989    | 1991    | Elzéar Lepage    | Maire de Langelier      |         |
| 1991    | 1991    | André Duchesneau | Maire de La Tuque       |         |
| 1991    | 1994    | Elzéar Lepage    | Maire de Langelier      |         |
| 1994    | 1996    | Gaston Fortin    | Maire de La Tuque       |         |
| 1996    | 1998    | Elzéar Lepage    | Maire de Langelier      |         |
| 1998    | 2003    | Gaston Fortin    | Maire de La Tuque       |         |